# Ausschlagen

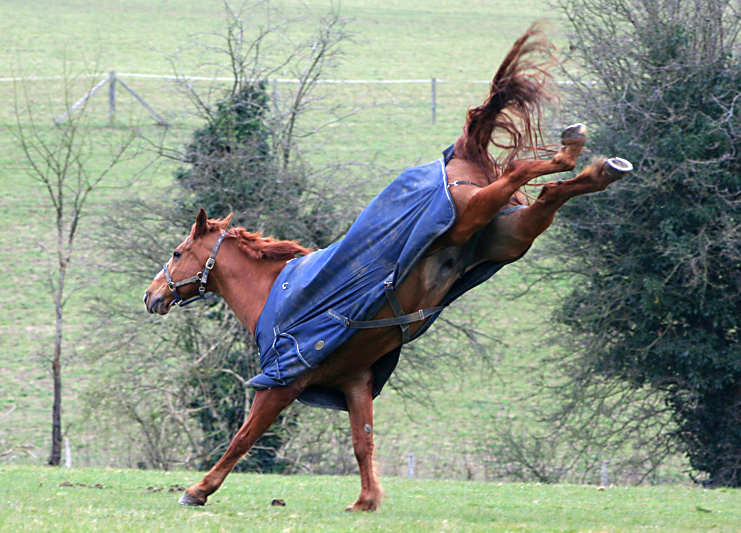
Ausschlagen aus Bewegungsfreude auf der Weide

Beim Ausschlagen (auch Austreten) hebt das Pferd, Esel oder Maultier beide Hinterbeine und schlägt nach hinten aus. Wenn nur ein Hinterbein im Spiel ist, spricht man von Treten.
Dieses Verhalten kann aus Lebensfreude gezeigt werden, wenn beispielsweise ein Fohlen auf der Weide ausschlagend davonstürmt. Es kann im Konflikt mit anderen Pferden gezeigt werden, meistens als Abwehr, wenn sich das Pferd bedrängt fühlt. Meistens wird das Ausschlagen als Warnung eingesetzt. Wenn ein Pferd jedoch gezielt ausschlägt, ist es sehr gefährlich.

## Ausbildung
Es ist das Ziel jeder Pferdeausbildung, ein solches Verhalten im Umgang zu kontrollieren. Grundsätzlich tritt man nie direkt von hinten im toten Winkel an ein Pferd heran, sondern seitlich. Zusätzlich muss das Pferd dabei angesprochen werden, damit es nicht erschrickt. Man geht auch nicht hinten um das Pferd herum, sondern hält einen so großen Abstand, dass das Pferd beim Ausschlagen den Menschen nicht erreichen kann und spricht die ganze Zeit mit dem Pferd, damit es auch im toten Winkel jederzeit weiß, wo sich der Mensch befindet. Es muss Rücksicht auf das Pferd genommen werden, damit es nicht in Situationen kommt, in denen es sich bedrängt fühlt. Dann kann durch vorsichtige Gewöhnung Vertrauen aufgebaut werden. Mit wachsendem Vertrauen verschiebt sich die Toleranzschwelle des Pferdes nach oben. Durch unvorsichtiges und dem Pferd gegenüber rücksichtsloses Verhalten kann ein Pferd auch zum Schlagen erzogen werden. Beispielsweise neigen manche Hütehunde (Border-Collies) dazu nach Pferdebeinen zu schnappen. Das Pferd reagiert mit Treten oder Schlagen. Daraus kann eine Gewohnheit entstehen.

## Kennzeichnung
Ein zum Ausschlagen neigendes Pferd, wird Schläger genannt. Ein solches Pferd ist nicht nur im täglichen Umgang gefährlich, sondern auch wenn es mit anderen Pferden zusammenkommt, beispielsweise bei Ausritten oder Veranstaltungen. In einer Gruppe mit bekannten Pferden wird entsprechend Rücksicht genommen und ein ausreichender Abstand zu dem Schläger gehalten. Es darf nicht zu dicht aufgeritten werden und beim Überholen muss seitlich zwischen den Pferden genügend Abstand gehalten werden. Generell sollte ein Schläger nicht in der Mitte einer Gruppe oder voraus gehen, sondern seitlich oder hinten.
Auf Pferdeveranstaltungen müssen Schläger mit einer roten Schleife im Schweif gekennzeichnet werden. Dadurch ist sofort erkennbar, dass erhöhte Vorsicht geboten ist und entsprechend Sicherheitsabstand gehalten werden muss.

## Fahren
Insbesondere vor dem Wagen ist dieses Verhalten gefährlich, weil das Pferd dabei über die Stränge schlagen kann. Dabei kann es sich an dem Wagen verletzen, den Fahrer in Gefahr bringen, oder falls es mit einem Bein außerhalb der Stränge landet, kann es nicht mehr richtig laufen.

## Prüfungen im Pferdesport
Bei Prüfungen im Pferdesport gilt Ausschlagen, je nach Art der Prüfung, meist als Ungehorsam, beispielsweise bei Dressurprüfungen und Gelassenheitsprüfungen. Beim Springen wird es hingegen nicht geahndet.

## Hohe Schule
In der Hohen Schule wird das Ausschlagen Streichen genannt. Beim Cadre Noir gibt es eine Lektion, die Croupade, bei der das Streichen gezeigt wird. Auch bei der Kapriole streicht das Pferd.

## Schlagen als Verhaltensstörung
Durch falsche Behandlung kann sich das Schlagen als Verhaltensstörung manifestieren, bei der das Tier bei Annäherung von Personen mit Ausschlagen reagiert. Es ist eine Form der Bösartigkeit und meist mit Beißen vergesellschaftet.

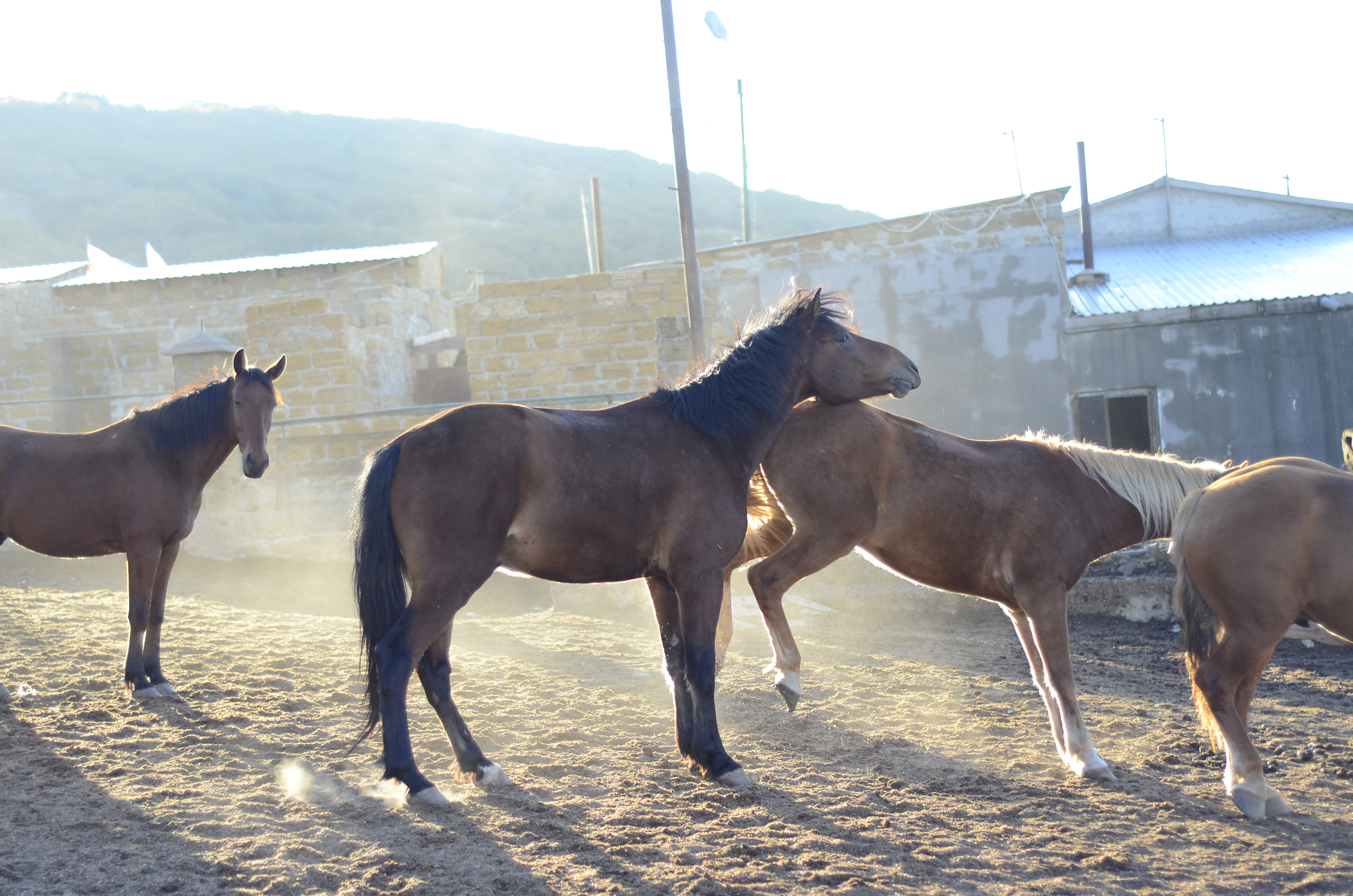
Bedrängtes Pferd, das zur Warnung ausschlägt, 2011
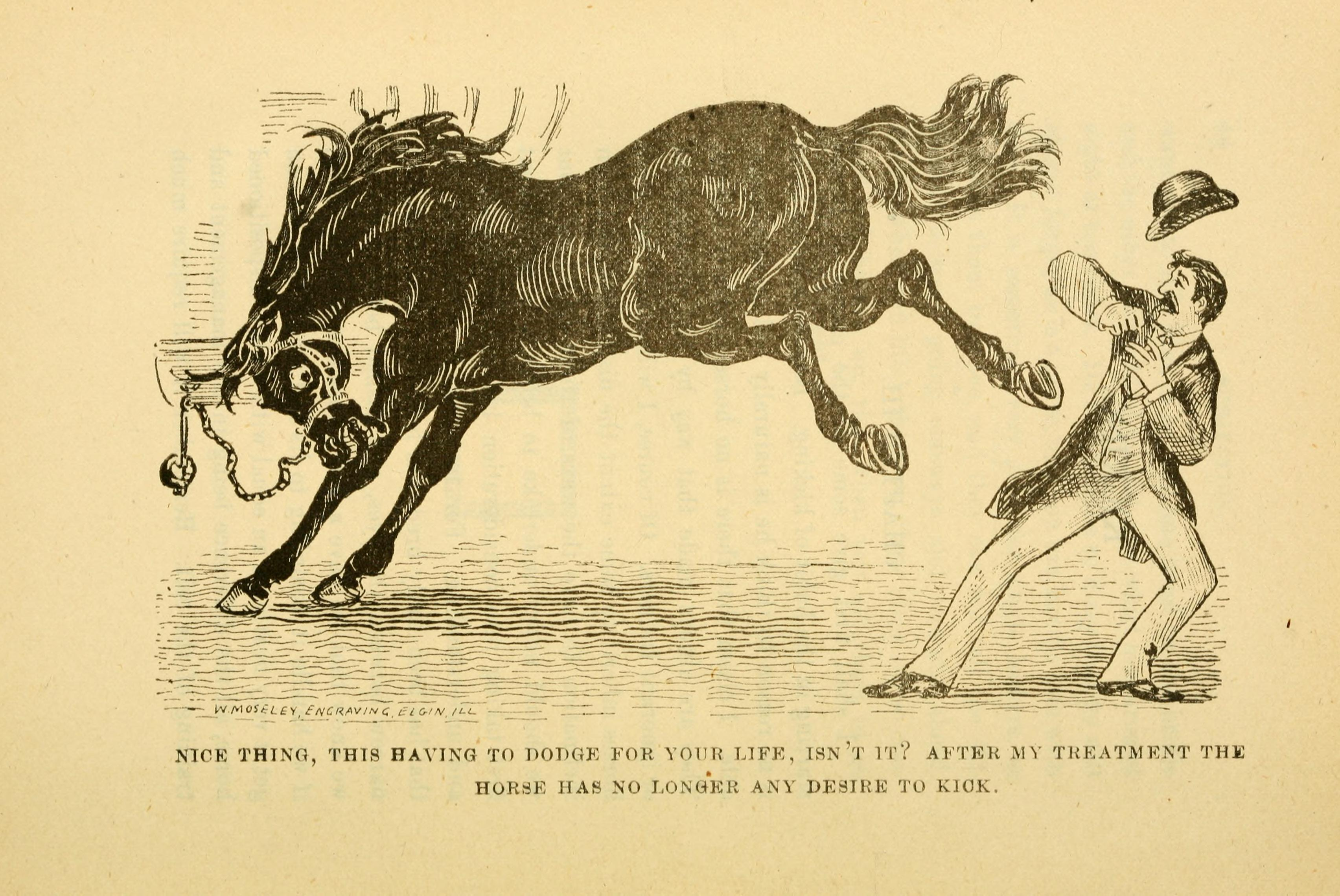
Ausschlagen im täglichen Umgang, Jesse Beery, 1890
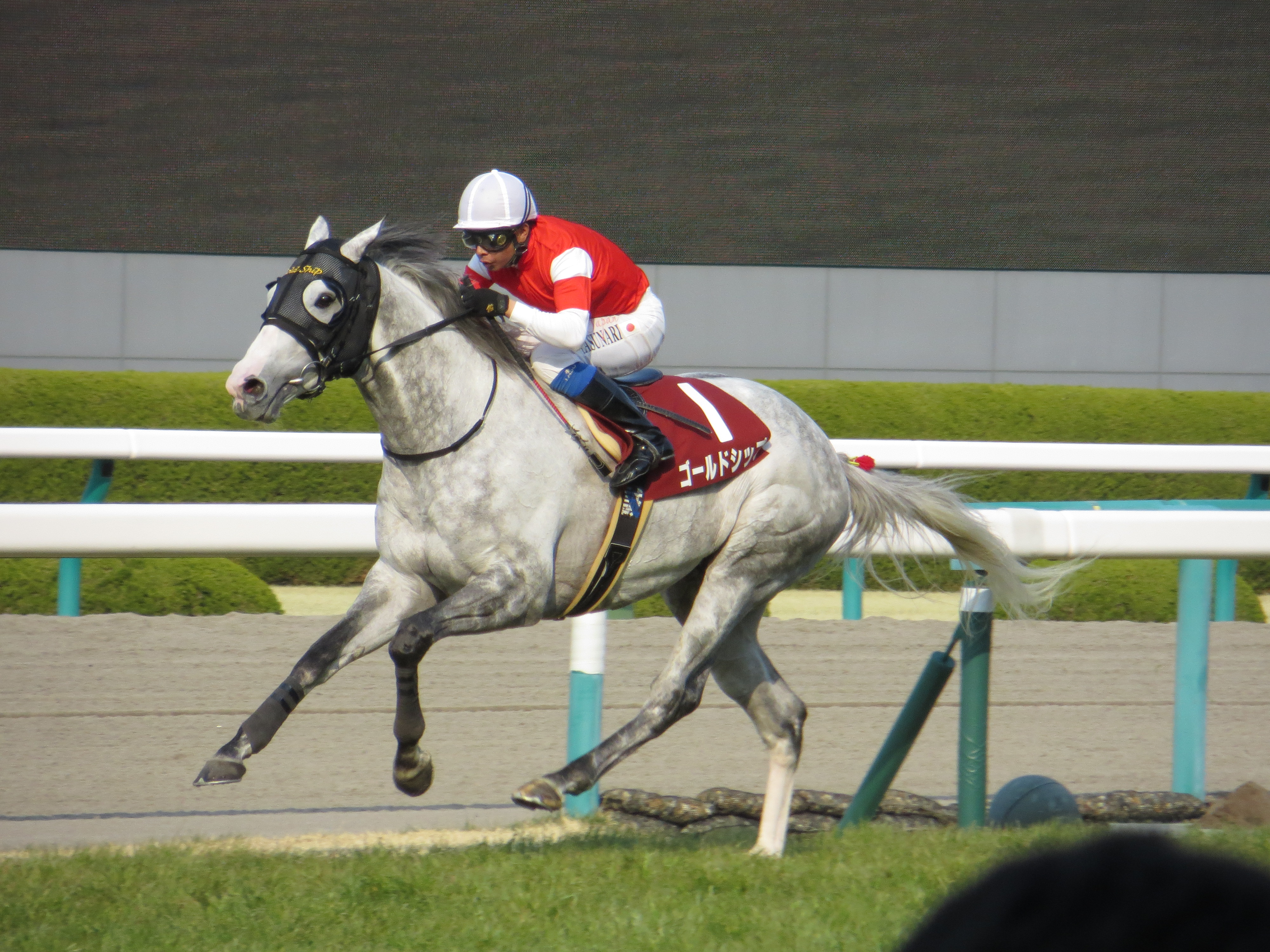
Schläger mit einer roten Schleife im Schweif gekennzeichnet, Hanshin Racecourse, 2014
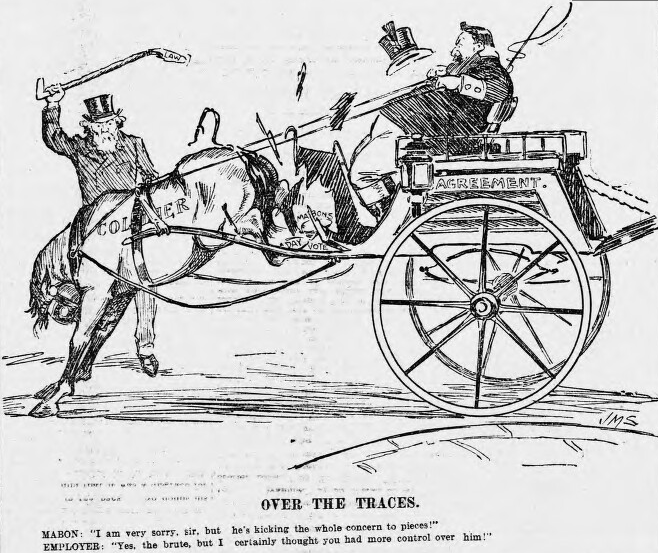
Wagenpferd, das über die Stränge schlägt, Karikatur, 1898
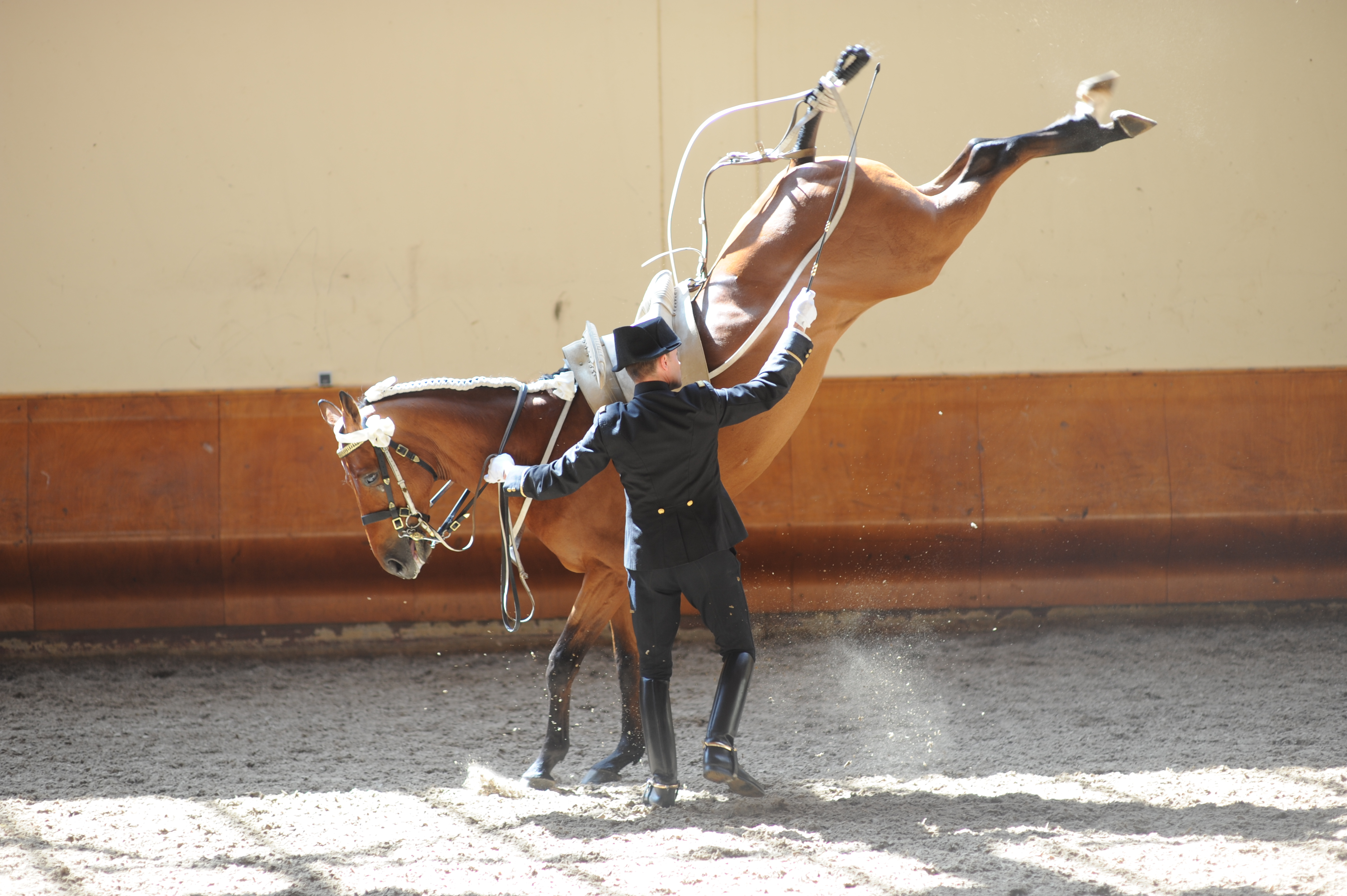
Croupade, Cadre Noir, 2008
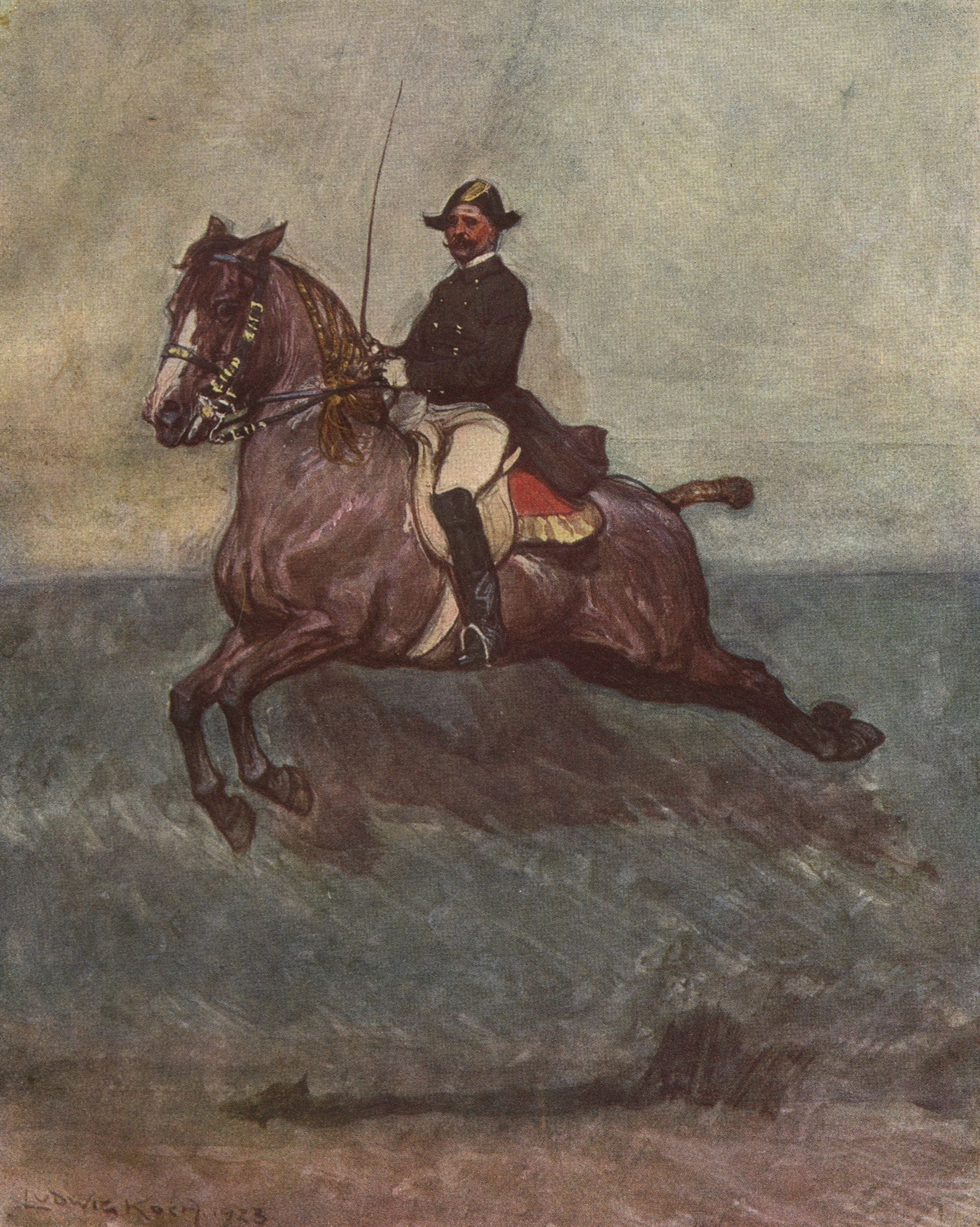
Kapriole, Ludwig Koch  (1866–1934), Die Cabriole